# Вплив пестицидів на здоров'я
Вплив пестицидів на здоров'я може бути гострим або відстроченим для тих, хто піддається впливу. Гострі наслідки можуть включати отруєння пестицидами, що може бути невідкладною медичною допомогою. Існують переконливі докази щодо інших, довгострокових негативних наслідків для здоров'я від впливу пестицидів, включаючи вроджені дефекти, внутрішньоутробну смерть плода, розлади нейророзвитку, рак і неврологічні захворювання, включаючи хворобу Паркінсона. Токсичність пестицидів залежить від типу хімікату, шляху впливу, дозування та часу впливу.
Відповідно до Стокгольмської конвенції про стійкі органічні забруднювачі (2001), 9 з 12 найбільш небезпечних і стійких хімічних речовин були пестицидами, тому багато з них зараз вилучено з використання.

## Шлях впливу
Люди можуть піддаватися впливу пестицидів, зокрема інсектицидів, гербіцидів, фунгіцидів, кількома різними шляхами, зокрема: на роботі, вдома, у школі, у повітрі, воді, ґрунті та їжі. Майже всі люди піддаються певному впливу пестицидів. Наприклад, дрейф пестицидів може бути потенційно значним джерелом впливу на широку громадськість. Вплив може відбуватися через ковтання, вдихання або контакт зі шкірою. Деякі пестициди можуть залишатися в навколишньому середовищі протягом тривалого часу.
Є побоювання, що пестициди, які використовуються для боротьби зі шкідниками продовольчих культур, небезпечні для людей, які споживають ці продукти. Багато продовольчих культур, включаючи фрукти та овочі, містять залишки пестицидів навіть після миття або очищення від шкірки. Хімічні речовини, які більше не використовуються, але стійкі до руйнування протягом тривалого часу, можуть залишатися в ґрунті та воді, а отже, і в продуктах харчування. Наприклад, більшість людей у Сполучених Штатах все ще мають визначувані рівні дихлордифенілтрихлоретану (ДДТ), інсектициду, незважаючи на його заборону в США в 1972 році. Ці побоювання є однією з причин руху за органічну їжу. У Каліфорнії 92 % фермерів є латиноамериканцями, а вплив пестицидів у округах штату, де більшість населення становлять латиноамериканці, на 906 % вищий, ніж у округах, де латиноамериканці становлять менше 24 %. Це викликало занепокоєння щодо екологічної справедливості.
Через поширене використання пестицидів у сільському господарстві Комісія Кодексу Аліментаріус Організації Об'єднаних Націй рекомендувала міжнародні стандарти максимально допустимих залишків (MRL) для окремих пестицидів у продуктах харчування. У Сполучених Штатах дозволені рівні залишків у харчових продуктах обмежені на основі рівнів толерантності, які вважаються безпечними, як встановлено Агентством з охорони навколишнього середовища США (EPA). EPA встановлює дозволені рівні залишків пестицидів на основі токсичності пестициду, продуктів його розпаду, кількості та частоти застосування пестициду, а також того, скільки пестициду (тобто залишку) залишається в продуктах харчування або на них до моменту їх знищення. продається та розповсюджується. Рівні толерантності визначаються за допомогою наукової оцінки ризику, яку зобов'язані проводити виробники пестицидів — оцінки включають токсикологічні дослідження, моделювання впливу та дослідження залишків перед реєстрацією певного пестициду. Однак вплив перевіряється на один пестицид за раз, і існує мало інформації про можливі синергетичні ефекти впливу кількох слідів пестицидів у повітрі, їжі та воді на здоров'я людини.
У той час як використання пестицидів зазвичай пов'язують із сільським господарством, пестициди також використовуються як частина заходів громадського здоров'я для боротьби з трансмісивними хворобами (наприклад, малярією та лихоманкою Денге) та небажаними рослинами в ландшафтному дизайні парків і садів.

## Механізм дії
Пестициди призначені для знищення живих організмів і мають різні механізми дії залежно від класу. Основними класами пестицидів є хлорорганічні речовини (ХОР) або стійкі органічні забруднювачі (СОЗ), фосфорорганічні речовини, карбамати, фіретроїди та триазини. Хоча було показано, що всі пестициди впливають на здоров'я людини, ХОР мають значний ризик побічних ефектів, оскільки вони розчиняються в жирових тканинах і, таким чином, можуть накопичуватися до шкідливих рівнів у цих тканинах. Наприклад, деякі ХОР структурно схожі на естроген і можуть імітувати ефекти ендогенного естрогену через зв'язування з рецепторами естрогену. Ці пестициди виявляють свою токсичну дію, втручаючись у гормональний гомеостаз, що призводить до гормональної дисрегуляції. Це сприяє ненормальному росту та розвитку репродуктивних тканин і може призвести до раку або шкідливого впливу на репродуктивне здоров'я. ХОР або СОЗ, які використовувалися в сільському господарстві в 1950-х роках, зараз заборонені в більшості країн. Проте продукти їхнього розпаду є стійкими і їх все ще можна знайти в ґрунті.
Пестициди також можуть негативно впливати на здоров'я людини, впливаючи на клітинні рецептори та іонні канали, пригнічуючи ключові сигнальні шляхи в клітинах і впливаючи на метилювання ДНК і модифікації гістонів, що призводить до змін у експресії генів і клітинних функціях.

## Гострі ефекти
У працівників, які працюють з пестицидами, можуть виникнути гострі проблеми зі здоров'ям, такі як біль у животі, запаморочення, головні болі, нудота, блювання, а також проблеми зі шкірою та очима. У Китаї приблизно півмільйона людей щороку отруюються пестицидами, 500 з яких помирають. Піретрини, інсектициди, які зазвичай використовуються у звичайних знищувачах комах, можуть спричинити потенційно смертельний стан при вдиханні.

## Віддалені ефекти

### Рак
Багато досліджень вивчали вплив пестицидів на ризик раку. Було виявлено асоціації з: лейкемією, лімфомою, раком мозку, нирок, молочної залози, простати, підшлункової залози, печінки, легенів, шлунка, стравоходу та шкіри. Цей підвищений ризик виникає як у житлових, так і в професійних умовах. Було виявлено підвищення рівня раку серед сільськогосподарських працівників, які застосовують ці хімікати. Дослідження показують зв'язок між впливом карбамату та гліомою та менінгіомою, впливом гліфосату та дифузною великоклітинною В-клітинною лімфомою, а також впливом алахлору та раком гортані. Професійний вплив пестицидів на матір під час вагітності пов'язаний зі збільшенням ризику лейкемії, пухлини Вільмса та раку мозку у її дитини. Вплив інсектицидів удома та гербіцидів поза домом пов'язують із раком крові у дітей. У систематичному огляді 2007 року було встановлено, що «більшість досліджень неходжкінської лімфоми та лейкемії показали позитивний зв'язок із впливом пестицидів», і таким чином було зроблено висновок, що використання пестицидів у косметиці слід зменшити.
Пропонований молекулярний механізм зв'язку впливу пестицидів і розвитку раку полягає в пошкодженні генетичних матеріалів, таких як хромосоми, ДНК і білки-гістони, або пошкодженні клітинних органел, таких як ендоплазматичний ретикулум, мітохондрії, ендокринні мережі та ядерні рецептори.

### Неврологічний
Накопичуються докази неврологічних ефектів, вторинних після впливу пестицидів. Гострий вплив високих рівнів пестицидів, які впливають на центральну нервову систему, може спричинити нейротоксичність, включаючи когнітивні та моторні зміни. Внутрішньоутробний і ранній дитячий вплив органофосфатів може спричинити порушення нервового розвитку, зокрема через те, що деякі пестициди та їхні метаболіти проникають через плаценту та гематоенцефалічний бар'єр плоду, який не повністю розвинувся в організмі. Крім того, накопичення хронічного впливу асоціюється з підвищеним ризиком розвитку нейродегенеративних захворювань у подальшому житті. Існують переконливі докази того, що хронічний вплив пестицидів підвищує ризик розвитку хвороби Паркінсона, потенційно через пряму токсичну дію на дофамінергічні нейрони (які виснажуються при хворобі Паркінсона). Крім того, з'являється все більше доказів того, що хронічне опромінення підвищує ризик хвороби Альцгеймера. Огляд численних досліджень, які розглядали високий рівень впливу пестицидів, головним чином органофосфатів, серед сільськогосподарських робітників, також припустив неврологічні наслідки такого впливу. Високий вплив пестицидів пов'язаний з неврологічними, нейропсихіатричними та нейродегенеративними розладами серед сільськогосподарських працівників, які застосовують пестициди. Повідомлялося про такі розлади: СДУГ, депресія, тривога, запаморочення, головні болі та порушення нюху (які використовувалися як ранній індикатор нейродегенеративних розладів).
Агентство з охорони навколишнього середовища Сполучених Штатів завершило 10-річний огляд органофосфатних пестицидів після прийняття Закону про захист якості харчових продуктів 1996 року, але майже не врахувало нейротоксичних ефектів на розвиток, що викликало сильну критику з боку агентства та зовнішніх дослідників. Порівняльні дослідження не проводилися з новими пестицидами, які замінюють органофосфати.

### Репродуктивні ефекти
Багато пестицидів діють як хімічні речовини, що порушують роботу ендокринної системи (EDC), або речовини, які перешкоджають нормальній гормональній діяльності. Станом на 2013 рік 101 пестицид був внесений до переліку доведених або можливих руйнівників ендокринної системи. Таким чином, високі рівні та/або тривалий вплив пестицидів можуть вплинути на репродуктивне здоров'я та пов'язані зі зниженням фертильності, збільшенням частоти викиднів та змінами в моделі зрілості. Зокрема, інсектициди на основі триазинов, хлорорганічних кислот і карбаматів мають антиандрогенну дію, впливаючи на чоловіків, що призводить до відсутності розвитку чоловічих ознак, включаючи зменшення розміру яєчок, виробництва сперматозоїдів і виробництва андрогенів. Деякі пестициди, включаючи дибромхлорофан і 2,4-D, були пов'язані з порушенням фертильності у чоловіків. Вплив пестицидів призводив до зниження фертильності у самців, генетичних змін у спермі, зменшення кількості сперматозоїдів, пошкодження зародкового епітелію та зміни функції гормонів.
Наслідки ендокринних порушень залежать від часу впливу пестицидів (наприклад, під час ембріогенезу на ранніх термінах вагітності або в дитинстві), оскільки періоди різної чутливості визначають прояв захворювання. Кілька досліджень свідчать про те, що вищий рівень пестицидів у крові матері пов'язаний із довшим періодом вагітності та більшим рівнем безпліддя. Наприклад, у матерів та/або їхніх партнерів, які повідомили про вплив пестицидів, спостерігався підвищений ризик викидня з найсильнішим зв'язком із впливом пестицидів протягом перших трьох тижнів вагітності. Можливо, це пов'язано з можливим негативним впливом пестицидів на розвиток ооцитів і запліднення. Подібним чином дослідження, що оцінюють короткостроковий вплив професійного впливу різноманітних пестицидів на репродуктивне здоров'я, свідчать про те, що пестициди можуть мати шкідливий вплив на сперматозоїди — вплив пестицидів, пов'язаний зі зниженням рухливості сперматозоїдів, дефектами морфології сперми та об'ємом сперми. Однак довгостроковий вплив пестицидів на сперматогенез і фертильність невідомий.
Оскільки деякі пестициди та їх метаболіти можуть проникати через плаценту, а отже, через гематоенцефалічний бар'єр, вони також можуть впливати на розвиток плода; Переконливі докази зв'язують вплив пестицидів до та після пологів із вродженими розладами, включаючи фізичні та/або розумові вади, внутрішньоутробну смерть та зміни внутрішньоутробного росту. Можливо, більш широко відомим впливом пестицидів на здоров'я є підвищений рівень вроджених дефектів у районах В'єтнаму, оброблених дефоліантом або Agent Orange, сумішшю 2,4,5-T і 2,4-D у співвідношенні 50:50. пов'язані з поганим здоров'ям і генетичними наслідками в Малайї та В'єтнамі. Було також виявлено, що нащадки, які в якийсь момент піддавалися впливу пестицидів, мали низьку вагу при народженні та мали дефекти розвитку. Вплив пестицидів на матір також був пов'язаний із більшою частотою гіпоспадії у новонароджених, яка є аномальним відкриттям уретри у чоловіків.

### Інше
Деякі дослідження виявили підвищений ризик дерматиту у тих, хто піддавався впливу пестицидів.
Крім того, дослідження показали, що вплив пестицидів пов'язаний з довгостроковими респіраторними проблемами. Значний зв'язок був виявлений між впливом пестицидів і зниженням функції легенів разом із пов'язаними симптомами дихальних шляхів. Дослідження показали зв'язок між впливом пестицидів і такими симптомами дихальних шляхів, як хрипи, кашель, задишка, нежить, біль або подразнення горла та утруднене дихання. Зниження функції легень було пов'язане з професійним впливом пестицидів. Дослідження припустили кореляцію між інгібуванням холінестерази пестицидами, такими як карбамат і органофосфат, і зниженням або порушенням функції легенів. Крім того, повідомляється, що вплив пестицидів також пов'язаний з обструктивними та рестриктивними захворюваннями легень. Зокрема, вплив органофосфатів був пов'язаний із зниженням функції легень, спричиненим обмежувальним процесом.
Підсумки рецензованих досліджень вивчали зв'язок між впливом пестицидів, неврологічними наслідками та раком, мабуть, двома найважливішими факторами, що призводять до впливу фосфорорганічних сполук на працівників.
З'являється все більше доказів, які, можливо, свідчать про підвищений ризик розвитку діабету 2 типу через вплив пестицидів та їх метаболітів.

## Профілактика
Вплив пестицидів не можна вивчати в плацебо-контрольованих дослідженнях, оскільки це було б неетично. Тому неможливо встановити остаточний причинно-наслідковий зв'язок. Послідовні докази можуть бути зібрані за допомогою інших планів досліджень. Таким чином, принцип запобіжних заходів часто використовується в законодавстві про навколишнє середовище, тому не потрібні абсолютні докази, перш ніж вжити заходів щодо зменшення впливу потенційних токсинів.
Американська медична асоціація рекомендує обмежити вплив пестицидів. Вони прийшли до такого висновку через те, що існуючі системи спостереження недостатні для виявлення проблем, пов'язаних з опроміненням. Користь сертифікації аплікаторів і програм сповіщення громадськості також невідома щодо їх здатності запобігати несприятливим результатам.

## Епідеміологія
За оцінками Всесвітньої організації охорони здоров'я та Програми ООН з навколишнього середовища, щороку 3 мільйони працівників сільського господарства в країнах, що розвиваються, зазнають серйозного отруєння пестицидами, близько 18 000 з яких помирають. За одним дослідженням, щороку близько 25 мільйонів працівників у країнах, що розвиваються, можуть отримати легке отруєння пестицидами. Виявлені рівні 50 різних пестицидів були виявлені в крові репрезентативної вибірки населення США.

### Дослідження конфлікту інтересів
Під час деяких досліджень токсичності пестицидів виникла стурбованість щодо конфлікту інтересів щодо дослідницької бази. Наприклад, Річард Долл з Імперського фонду дослідження раку в Англії виявив невідомі зв'язки з фінансуванням галузі.

## Інші тварини
Ряд пестицидів, включаючи неонікотиноїди клотіанідин, динотефуран, імідаклоприд, є токсичними для бджіл. Вплив пестицидів може бути одним із факторів, що сприяють розладу колонії. Дослідження, проведене в Північній Кароліні, показало, що понад 30 % досліджуваних перепелів захворіли від одного застосування інсектициду з повітря. Захворівши, дикі птахи можуть знехтувати дитинчатами, покинути гнізда та стати більш сприйнятливими до хижаків або хвороб.

## Подальше читання
- Robertsm JR, Reigart JR (2013). Recognition and Management of Pesticide Poisonings (6th ed.). Washington DC: Office of Pesticide Programs, U.S. Environmental Protection Agency. Full text of the book is available from the EPA website (15 Mb).